# Csecsemőmirigy
A csecsemőmirigy, más néven timusz (latinul thymus) egy nyirokszerv, a T-limfociták érésének legfőbb helye. A mellkasban helyezkedik el, közvetlenül a szegycsont mögött. Emberben a pubertáskorra éri el legnagyobb fejlettségét, majd állománya folyamatosan elzsírosodik.
A csontvelőből származó T-limfocita-előalakok a csecsemőmirigyben pozitív, majd negatív szelekción esnek át, amelyek során kb. 99%-uk apoptózist (programozott sejthalált) szenved. A pozitív kiválasztódás során azok a sejtek pusztulnak el, melyek nem képesek az antigén-felismerésre, s így haszontalanok. A negatív szelekció során pedig azok pusztulnak el, amelyek az egyed saját molekuláit is antigénként ismerik fel, s ily módon veszélyt jelentenének a saját szervezetre.
A csecsemőmirigyben jelen lévő limfocitákat timocitáknak nevezik.

## Fejlődéstana

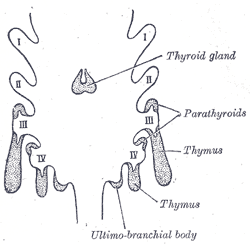
A garatíveket és garattasakokat bemutató vázlat, frontális metszeten (Gray's Anatomy)

A csecsemőmirigy hámja a harmadik pár garattasak elülső szárnyaiból száll le végleges helyére, a későbbi mellkasba, ahol a kétoldali timuszlebeny egyesül. Ezt követően (a 7–8. embrionális héten) a kraniális dúclécből származó mezenchimális tok veszi körül a hámtelepet, és sövényeket bocsát belé. Később (a 10–11. héten) T-limfocita-előalakok és az ún. járulékos sejtek telepednek meg a fejlődő csecsemőmirigyben.

## Anatómiája
A csecsemőmirigy a szegycsont mögött, a gátorüregben elhelyezkedő, kötőszövetes tokkal körülvett, két lebenyből álló, lapos szerv, melyen elkülöníthető egy külső kéreg és egy belső velőállomány. A kötőszövetes tok sövényeket bocsát a szerv kéregállományába, 0,5–2 mm átmérőjű lebenykékre osztva azt. A timusz tömege a pubertáskorban 30–40 g, később ez az elzsírosodással párhuzamosan csökken, így felnőttben már csupán kb. 5 g.
A szerv vérellátását a bal és jobb oldali belső mellkasi verőér (arteria thoracica interna) biztosítja. Az artériák elágaznak a szerv tokjában, s ágaik a kötőszövetes sövények mentén haladva a velőállományba lépnek. A kéreg–velő határról indulva kapillárishurkok szövik át a kéregállományt.

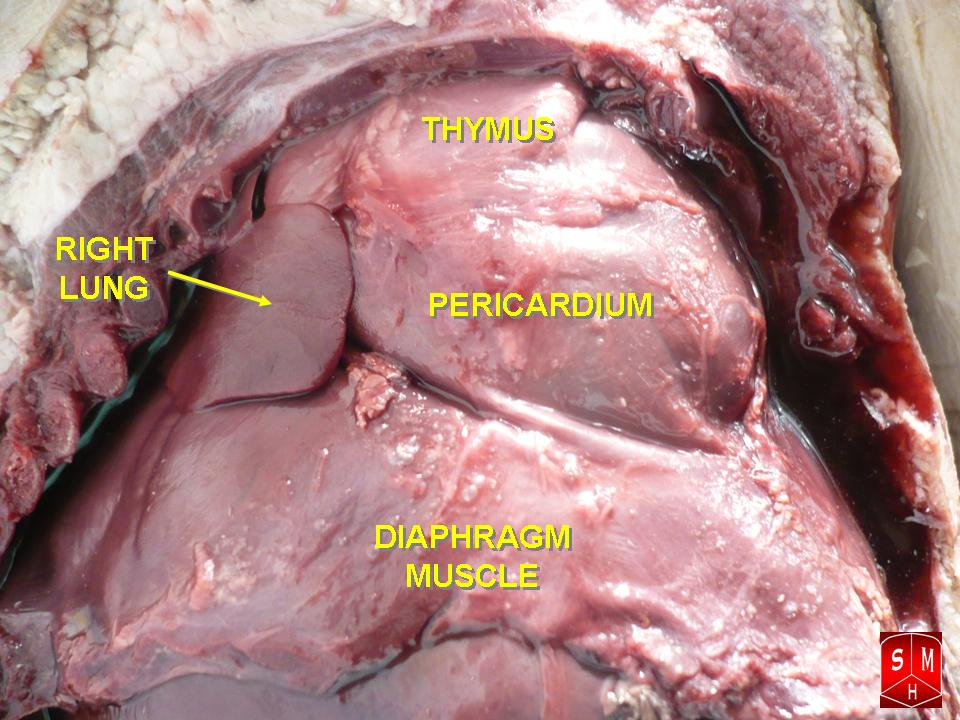
Egy magzat mellkasi szervei. A thymus fent látható.
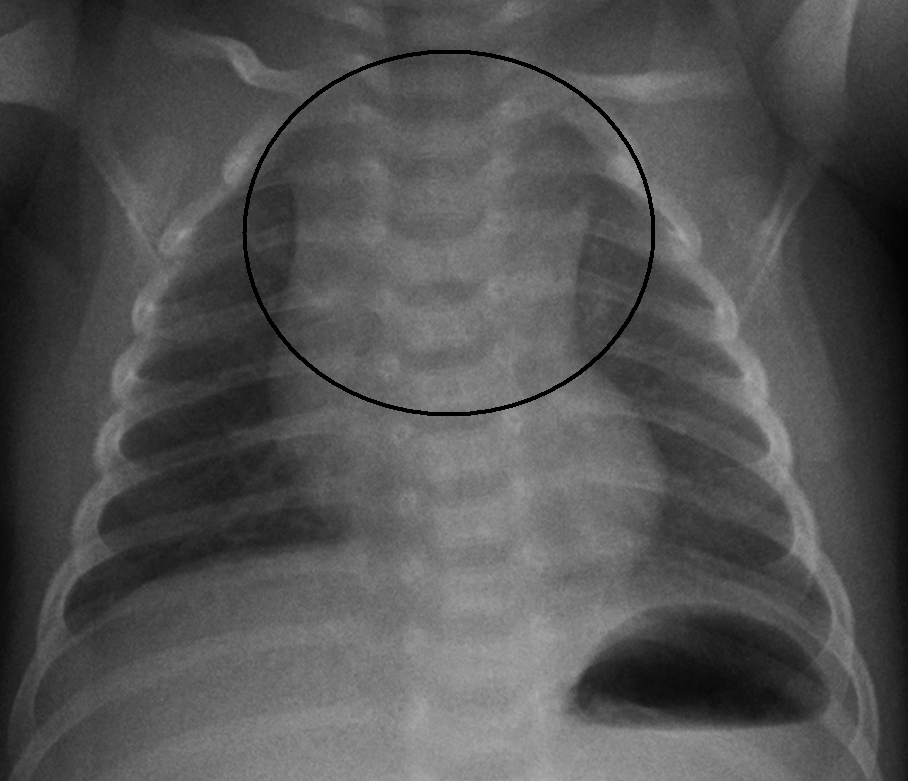
A thymus (és alatta a szív) röntgenárnyéka

## Szövettana

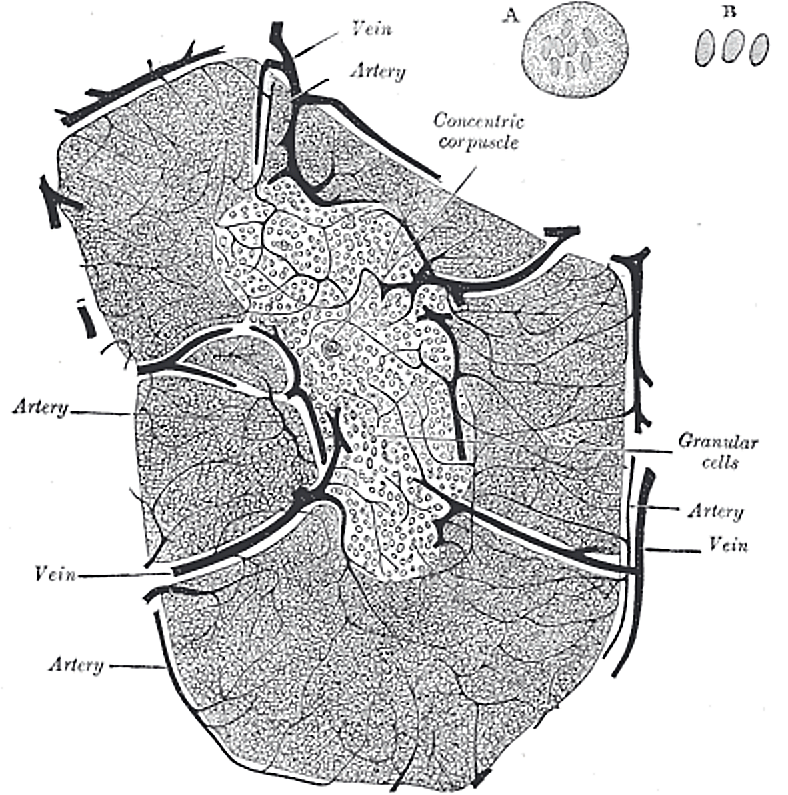
Egy timuszlebenyke szerkezete (Gray's Anatomy)

A csecsemőmirigy tokját főként kollagénrostok és elasztikus rostok hálózata alkotja. Benne vérerek és elvezető (efferens) nyirokerek futnak.
A timusz állományának alapját egy ún. hámretikulumsejtekből álló hálózat képezi, amelynek nyúlványos sejtjei között fejlődésben lévő T-limfociták (ún. timociták) töltik ki a teret. A hámretikulumsejtek valódi hámsejtek, és alaphártyával rendelkeznek. A szerv állományában kisebb számban előfordulnak egyéb, ún. járulékos sejtek (makrofágok, dendritikus sejtek, mioid sejtek) is.
Érésük során a kapillárisokból kilépő T-limfocita-előalakok a kéreg külső, tokhoz közeli része felől a velőállomány felé haladnak, miközben nagy részük elpusztul. Ezért a kéregben még sok T-limfocita látható, míg a velőállományban már jelentősen lecsökken az arányuk.
A kéregben a limfociták csoportjait gyakran dajkasejteknek nevezett hámretikulumsejtek ölelik körül. Diffúzan jelen vannak makrofágok is, melyek az apoptotikus limfocitákat kebelezik be. A kéregállományban futó kapillárisokat hámretikulumsejtek és azok alaphártyája veszik körül, részt véve az ún. vér–csecsemőmirigy gát képzésében. E gát felelős azért, hogy csak bizonyos anyagok juthassanak be a szerv állományába, az érő limfociták közé.
A velőállományban néhány hámretikulumsejt egymásra hagymahéjszerűen rétegződve majd keratinizálódva ún. Hassal-testeket képez. E képletek funkciója még nem tisztázott. A velőben fordulnak elő az interdigitáló dendritikus sejtek, amelyek a szervezet saját antigénjeit mutatják be a T-limfocitáknak. Itt találhatók az ún. Hammar-féle mioid sejtek is, szerepük még ismeretlen.

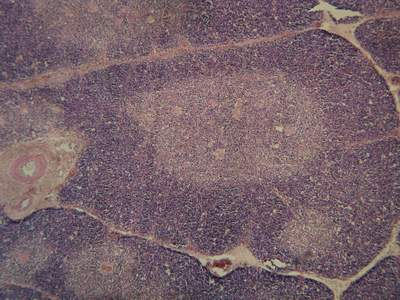
A thymus mikroszkópos képe. A kéreg sötét, a velő világosabb festődésű (HE-festés).
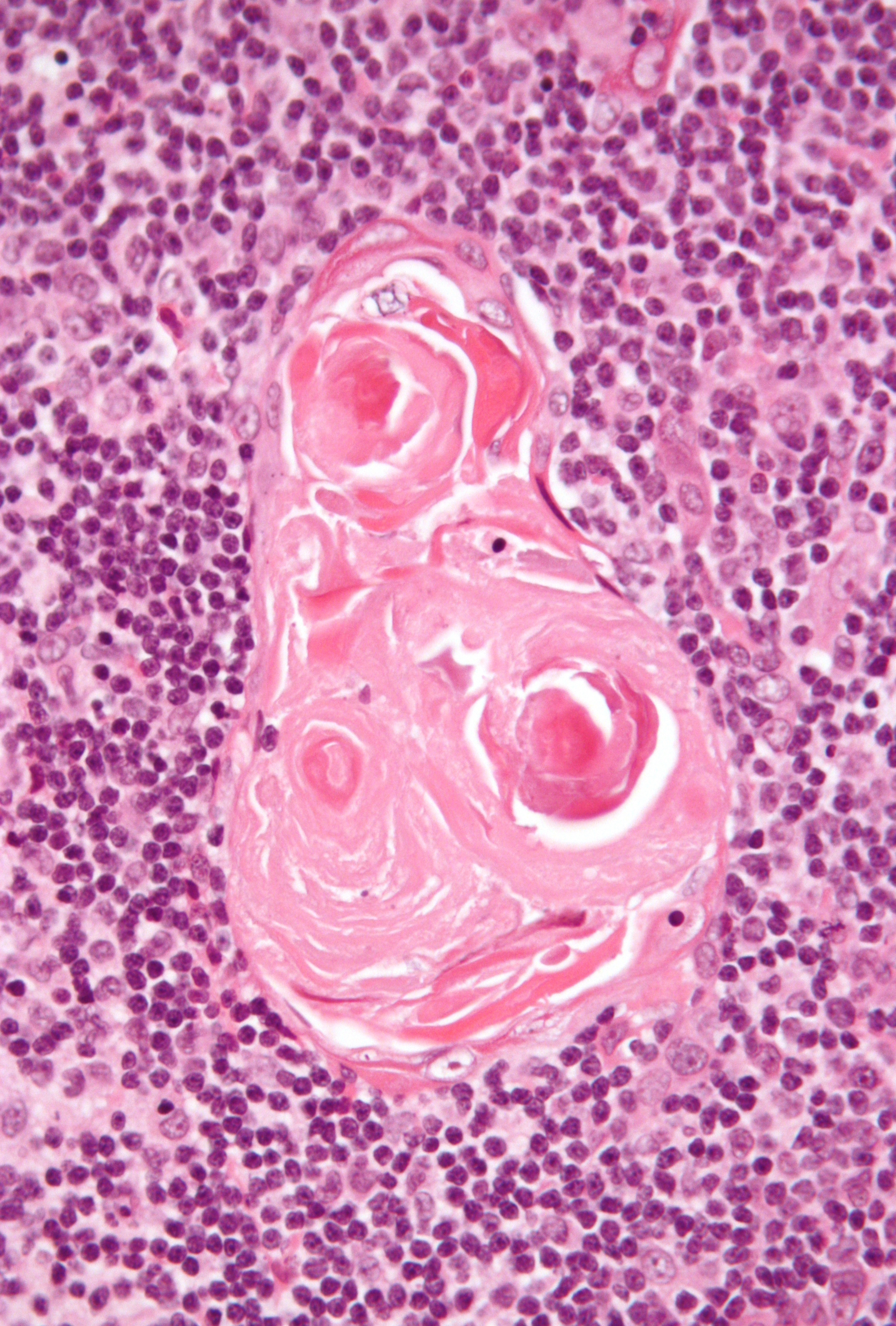
Egy Hassal-test

## Működése

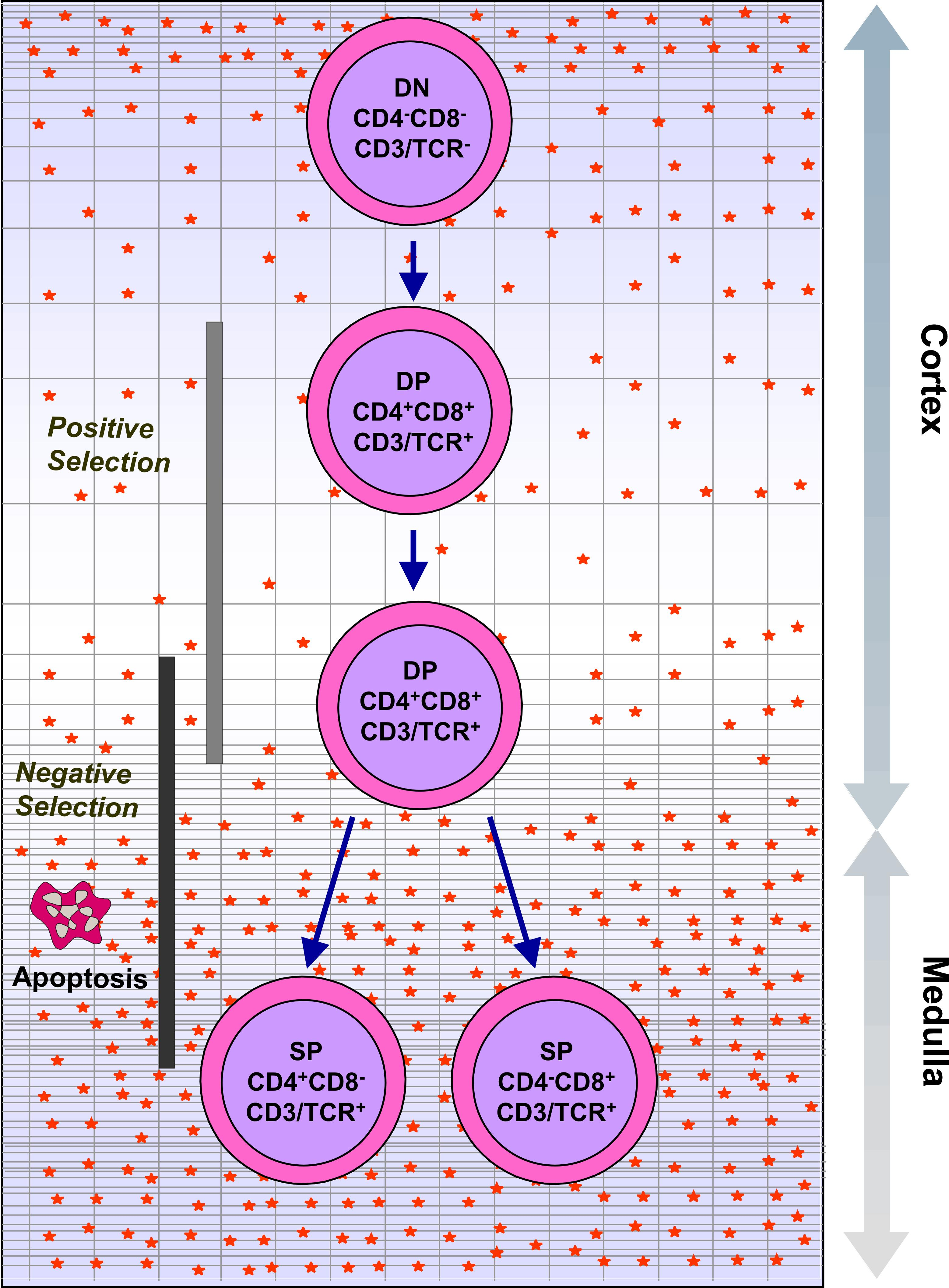
A csecsemőmirigy működését bemutató ábra (magyarázat a szövegben)

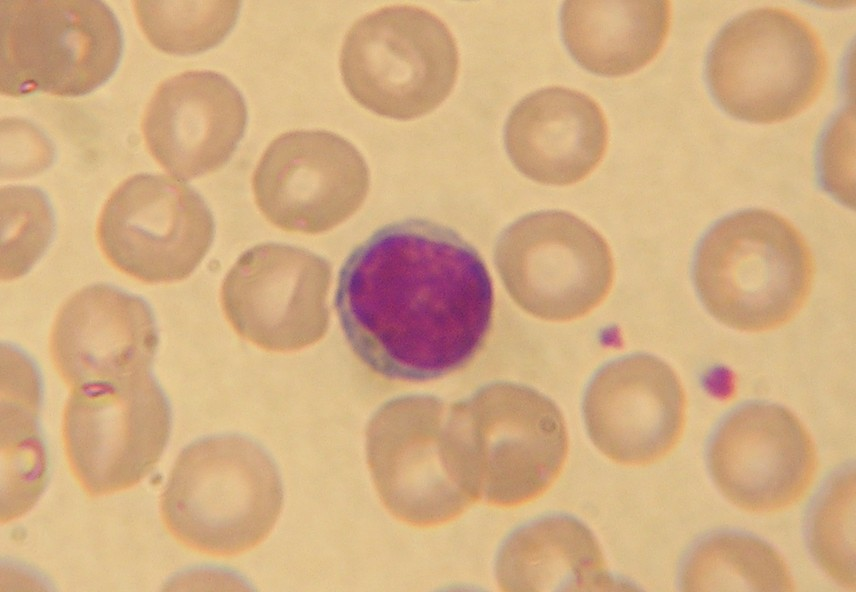
Érett limfocita vérkenetben

A csontvelőből származó T-limfocita-előalakok, nagyrészt a timuszhormonok segítségével az érpályán keresztül eljutnak a csecsemőmirigybe, és annak állományába hatolnak. Itt vándorolni és osztódni kezdenek, majd TCR-génjeik átrendeződnek. [A TCR (T-sejt-receptor) egy sejtfelszíni kétláncú fehérje, melynek feladata az antigén-felismerés.] Ezután a T-limfociták 0,5–1%-a γδ-TCR-kifejezővé válik, majd visszakerül a keringésbe, és elhagyja a csecsemőmirigyet. Azonban a limfociták több mint 99%-a αβ-TCR-, CD4- és CD8-expresszálóvá válik, majd ezt követően pozitív és negatív szelekción esik át. Végül a sejtek megszüntetik vagy CD4- vagy CD8-expressziójukat, és kikerülnek a keringésbe. Az eztán CD4-et kifejező (CD4+) sejteket segítő (helper) T-limfocitáknak, a CD8-at kifejezőket pedig citotoxikus T-limfocitáknak nevezzük. [A timuszon belül tehát a kettősen negatív (CD4−CD8−) limfociták kettősen pozitívvá (CD4+CD8+) válnak, majd CD4+CD8− -vá vagy CD4−CD8+ -vá.]
A TCR β- és α-láncok génjeinek véletlenszerű átrendeződése miatt sokféle T-limfocita keletkezik. A pozitív szelekció során annak kell eldőlnie, egyáltalán képesek lesznek-e majd a szervezet sejtjei által bemutatott antigéneket felismerni. Ennél a kiválogatódásnál a dajkasejtek MHC-jéhez kis erősséggel kötődni képes T-limfociták túlélnek, az erre képtelenek elpusztulnak. [Az MHC (fő hisztokompatibilitási komplex) az a fehérje, ami a szervezet minden sejtjének felszínén jelen van, és bemutatja a sejtben jelen lévő antigéneket az immunrendszernek.]
A túlélt T-limfociták ezután negatív szelekción esnek át: az interdigitáló dendritikus sejtek és a makrofágok MHC-fehérjéik közvetítésével olyan antigéneket mutatnak be nekik, amelyek az egyed saját molekuláit tartalmazzák. Ha a limfociták ezekhez az MHC-antigén komplexekhez kötődnek, az nemkívánatos, ugyanis a szervezetbe kikerülve a saját sejteket támadnák meg. Ezért ezek itt elpusztulnak. Viszont azok a T-limfociták, melyek nem kötődtek erősen az MHC + saját antigén komplexekhez, valószínűleg képesek lesznek feladatuk végrehajtására, ezért kikerülnek a keringésbe.
Összefoglalva: először azok a sejtek élnek túl, amelyek gyengén kötik az MHC-t, majd azok, melyek nem kötik erősen a saját antigént bemutató MHC-t. A túlélt T-limfociták feladata az lesz, hogy az idegen antigént bemutató MHC-khez kötődjenek.

## Betegségei
A csecsemőmirigy állománya a serdülőkort követően élettani viszonyok között is fokozatosan elzsírosodik. Ezt a folyamatot felgyorsítják olyan károsító hatások, mint stressz, betegségek, éhezés, ionizáló sugárzás és szteroidkezelés.
A csecsemőmirigy betegségei ritkák.
Hiányozhat vagy csökkent működésű lehet a timusz egyes fejlődési rendellenességekben, mint DiGeorge-szindróma, Nezelof-szindróma, Wiskott–Aldrich-szindróma, ataxia teleangiectasia. Fejlődési rendellenességként előfordulhatnak ártalmatlan ciszták is.
Timuszhiperplázia során a szerv mérete megnő. Masszív formában a timociták felgyülemlenek, follikuláris formában pedig (amely autoimmun betegségekre jellemző) nyiroktüszők jelennek meg a szervben.
A csecsemőmirigy daganatai közül a jóindulatú vagy invazív timóma és az egyértelműen rosszindulatú timuszrák a hámretikulumsejtekből indulnak ki. Előfordulhatnak a timuszban limfómák, csírasejtes daganatok, neuroendokrin daganatok és mezenchimális daganatok is.